# Alisotrichia
Alisotrichia is een geslacht van schietmotten uit de familie Hydroptilidae.

## Soorten
Deze lijst van 46 stuks is mogelijk niet compleet.
- A. aglae L Botosaneanu, 1991
- A. alayoana L Botosaneanu, 1977
- A. aquaecadentis L Botosaneanu, 1991
- A. arcana L Botosaneanu, 1991
- A. argentilinea OS Flint, 1968
- A. arizela A Wells & W Wichard, 1989
- A. arizonica (RL Blickle & DG Denning, 1977)
- A. asta SC Harris & OS Flint, Jr, 2002
- A. bisetosa OS Flint & JL Sykora, 2004
- A. cacaulandia SC Harris & OS Flint, Jr, 2002
- A. cimarrona L Botosaneanu, 1977
- A. circinata OS Flint, 1992
- A. cornicula J Bueno-Soria & SC Harris, 1993
- A. cuernita SC Harris & OS Flint, Jr, 2002
- A. cyanolenus OS Flint, 1996
- A. chihuahua J Bueno-Soria & SC Harris, 1993
- A. chiquitica L Botosaneanu, 1977
- A. chorra OS Flint, 1970
- A. euphrosyne L Botosaneanu, 1991
- A. flintiana L Botosaneanu, 1977
- A. fundorai (L Botosaneanu & JL Sykora, 1973)
- A. giampaolina L Botosaneanu, 1998
- A. hirudopsis OS Flint, 1964
- A. hispaniolina L Botosaneanu, 1991
- A. kanukua SC Harris & OS Flint, Jr, 2002
- A. latipalpis OS Flint, 1991
- A. linterna SC Harris & OS Flint, Jr, 2002
- A. lobata OS Flint, 1968
- A. mathisi SC Harris & OS Flint, Jr, 2002
- A. muellita SC Harris & OS Flint, Jr, 2002
- A. neblina SC Harris & OS Flint, Jr, 2002
- A. orophila OS Flint, 1968
- A. panamensis SC Harris & OS Flint, Jr, 2002
- A. schmidi K Kumanski, 1987
- A. setigera OS Flint, 1992
- A. sonora J Bueno-Soria & SC Harris, 1993
- A. tenuivirga L Botosaneanu, 1998
- A. tetraespinosa J Bueno-Soria & SC Harris, 1993
- A. thalia L Botosaneanu, 1991
- A. timouchela L Botosaneanu, 1989
- A. tiza SC Harris & RW Holzenthal, 1993
- A. ultima OS Flint & JL Sykora, 2004
- A. ventricosa OS Flint, 1991
- A. viuda SC Harris & OS Flint, Jr, 2002
- A. woldai SC Harris & OS Flint, Jr, 2002
- A. woodruffi OS Flint & JL Sykora, 2004